# 一色隆司
一色 隆司（いっしき たかし、1967年6月27日-）は、日本の演出家、NHKエンタープライズのエグゼクティブ・ディレクター。大阪府出身。

## 来歴
南カリフォルニア大学映画学部制作学科卒業後、1991年にNHKエンタープライズに入社。ハイビジョン関連の事業や番組に従事し、ドキュメンタリーなどを担当後、ドラマ部へ異動。『家康、江戸を建てる・金貨の町』にてアメリカ国際映画テレビアワード銀賞受賞。2016年の『令嬢と召使』（ストリンドベリ原作）以降、舞台演出も手がける。

## 作品

### テレビドラマ
- 柳橋慕情（2000年8月21日 - 12月18日、NHK）
- キテレツ（2001年1月1日、NHK Eテレ）
- 茂七の事件簿2 新ふしぎ草紙（2002年6月28日 - 9月20日、NHK）
- アフリカの蹄（2002年12月22日、NHK BShi）
- アフリカの蹄（2003年2月23日 - 3月2日、NHK）
- 茂七の事件簿 3ふしぎ草紙（2003年7月11日 - 8月8日、NHK）
- 転がしお銀～父娘あだ討ち江戸日記～（2003年10月10日 - 、NHK）
- 激恋～運命のラブストーリー～（2010年4月8日 - 5月27日、NHK）
- 被爆した女たちは生きた～長崎県女、クラスメイトたちの65年～（2010年8月9日、NHK BShi）
- 隠密八百八町（2011年1月8日 - 3月26日、NHK）
- 金魚倶楽部（2011年7月23日 - 10月1日、NHK）
- 坂の上の雲（総集編）第一部 少年の国（2011年11月26日、NHK）
- そこをなんとか（2012年10月21日 - 12月16日、NHK BSプレミアム）
- 日テレ×NHK　60番勝負（第2夜）日テレ×NHK　24時間でドラマ対決「松坂慶子の女優最後の日」（2013年2月2日、日本テレビ）
- 紙の月（2014年1月7日 - 2月4日、NHK）
- 下町ボブスレー（2014年3月1日 - 15日、NHK BSプレミアム）
- そこをなんとか2（2014年8月3日 - 9月21日、NHK BSプレミアム）
- 限界集落株式会社（2015年1月31日 - 2月28日、NHK）
- 精霊の守り人　最終章（2017年11月25日 - 2018年1月27日、NHK）
- 家康、江戸を建てる（2019年1月2日・3日、NHK）
- 麒麟がくる（2020年1月19日 - 2021年2月7日、NHK）
- ひきこもり先生（2021年6月12日 - 7月10日、NHK総合）
- 剣樹抄〜光圀公と俺〜（2021年11月5日 - 12月24日、NHK BSプレミアム 2023年1月4日 - 、NHK総合（再放送））
- 善人長屋（2022年7月8日 - 8月26日、NHK BSプレミアム、BS4K）
- 大河ドラマが生まれた日（2023年2月4日、NHK総合）
- 育休刑事（2023年4月18日 - 6月20日、NHK総合、BS4K）
- 宙わたる教室（2024年10月8日 - 12月10日、NHK総合、BSプレミアム4K）

### 舞台
- 令嬢と召使（2016年4月21日 - 24日、シアタートラム）[3]
- 人形の家（2019年5月10日 - 20日、新潟りゅーとぴあ 新潟市民芸術文化会館 劇場 / 2019年5月23日 - 24日、兵庫県立芸術文化センター 阪急中ホール）[4]
- 最貧前線〜「宮崎駿の雑想ノート」より〜[5]（2020年8月27日 - 29日、神奈川・神奈川県立青少年センター　紅葉坂ホール / 9月6日 - 8日、愛知・穂の国とよはし芸術劇場PLAT 主ホール / 9月21日 - 22日、長野・サントミューゼ（上田市交流文化芸術センター） / 9月28日 - 29日、新潟・りゅーとぴあ　新潟市民芸術文化会館　劇場 / 10月5日 - 13日、東京・世田谷パブリックシアター / 10月17日 - 20日、兵庫・兵庫県立芸術文化センター　阪急中ホール / 10月26日 - 27日、神奈川・大和市文化創造拠点 シリウス（1階芸術文化ホールメインホール）[6]）
- モダンボーイズ（2021年4月3日 - 16日、東京・新国立劇場 中劇場）[7]
- 精霊の守り人（2023年7月29日 - 8月6日上演予定、日生劇場ファミリーフェスティヴァル 2023）演出[8][9][10]